# ناتاشا راث‌ول
ناتاشا راث‌وِل (انگلیسی: Natasha Rothwell؛ زادهٔ ۱۸ اکتبر ۱۹۸۰) بازیگر، کمدین، فیلم‌نامه‌نویس و تهیه‌کننده تلویزیونی اهل ایالات متحده آمریکا است. وی از سال ۲۰۱۳ میلادی تاکنون مشغول فعالیت بوده است.
از فیلم‌ها یا برنامه‌های تلویزیونی که وی در آن نقش داشته است، می‌توان به با عشق، سایمون، مثل یک رئیس، سونیک خارپشت، زن شگفت‌انگیز ۱۹۸۴، سونیک خارپشت ۲، وایت لوتوس، وانکا، آرزو و سونیک خارپشت ۳ اشاره کرد.